# Il prisma dei perché
Il prisma dei perché (Harry Stottlemeier's Discovery) è un racconto breve del 1969, primo libro di Matthew Lipman destinato ai bambini di fascia 11-13 anni, il quale dà inizio al movimento educativo della Philosophy for Children. Esiste anche un manuale dedicato unicamente agli insegnanti sempre appartenente alla serie Philosophy for Children.
Il prisma dei perché è un racconto breve che è stato tradotto in molteplici lingue. Questo racconto si colloca all'interno della collana Philosophy for Children, una della più significative esperienze pedagogiche, avente come pioniere Matthew Lipman negli anni settanta.

## Philosophy for Children
Il progetto Philosophy for Children è costituito da una serie di racconti nei quali bambini, ragazzi e adulti discutono riguardo questioni di natura filosofica. Per Philosophy for Children non si intende una filosofia dettata dalla prospettiva dell'adulto come "colui che sa", non è un modo per addestrare razionalmente il pensiero o qualcosa che rende i bambini dei futuri filosofi, ma si intende piuttosto un "filosofare con i bambini".
Questo progetto si compone di sette racconti con i relativi manuali. Ogni racconto, composto da un centinaio di pagine, è scritto in linguaggio comune, prevalentemente nella forma del dialogo. Esso racconta come gli alunni di una classe possano trasformarsi in una "comunità di ricerca" all'interno della quale possono essere conseguiti molti e ambiziosi obiettivi nell'educazione al pensiero logico e critico. In questa proposta, l'aristocratica filosofia, citando Socrate, riscopre la sua funzione socializzante e di strategia didattica polivalente, modello metodologico di ogni processo educativo.
I manuali per gli insegnanti, relativi ai singoli racconti, da duecento a trecento pagine, esplicitano le principali questioni filosofiche del racconto a cui si riferiscono, capitolo per capitolo; forniscono molti esercizi, spunti per la discussione, vari suggerimenti didattici.

## Contenuto del manuale
Il prisma dei perché è un manuale molto corposo, che contiene un'esplicativa prefazione sulla metodologia della P4C (Philosophy for Children) e sulla CdR (Comunità di Ricerca); presenta, inoltre, un'introduzione che suggerisce le modalità per un corretto utilizzo del manuale nella CdR in didattica.
Il manuale si compone di una serie di racconti aventi come obiettivo quello di fornire agli studenti gli strumenti necessari, nonché adatti alla propria età, per imparare ad apprendere e pensare correttamente. Questo obiettivo viene perseguito da Aristide, un personaggio che accompagna i lettori durante tutto il libro. In esso si possono trovare numerosi esercizi e attività centrate sulle abilità logiche e cognitive.
Nella sua opera Lipman ripensa il ruolo della filosofia donandole una chiave formativa, i cui principi si fondano su un'originaria attitudine alla meraviglia unita all'eterno interrogarsi. In questa concezione i maestri sono equiparabili a filosofi che riescono ad usare il proprio linguaggio come veicolo di comunicazione e generatore di idee.

## Trama
Dalla trama narrativa che si snoda tra vicende scolastiche, famigliari e di gruppo piuttosto ordinarie, emergono personaggi che hanno una definizione più concettuale che esistenziale: Aristide esemplifica uno stile di pensiero aperto alla riflessione e alla ricerca, disponibile all'auto- correzione e alle mutazioni concettuali; Tony incarna una modalità di pensiero "more geometri- co", incanalato in rigidi algoritmi di tipo matematico, tendenzialmente staccato dai problemi della vita; Lisa impersona la creatività del pensiero, quel movimento che procede per salti logici, presenta punti di osservazione insospettati e spinge una struttura concettuale verso punti critici. Ognuno degli altri personaggi, a sua volta, gioca un ruolo rappresentativo di situazioni tipiche: l'emarginazione di Francesca e Daniele, il conformismo di Guglielmo, la trasgressività di Marco, e così via.
Il racconto, agendo come un piano di proiezione e di identificazione, offre, così, ad ogni lettore uno specchio su cui riflettere il proprio vissuto, il proprio senso di identità, la percezione del proprio Sé nella rete di relazioni intersoggetive; offre, altresì, l'opportunità, mediante l'uso appropriato all'interno della pratica del dialogo filosofico, di rendere tutto questo oggetto di verbalizzazione esplicita e di riflessione, aprendo la via della meta-cognizione.

## Serie
Il libro appartiene alla serie Impariamo a pensare (Philosophy for Children). 
- L'ospedale delle bambole, Anna M. Sharp, 1999, Liguori.
- Kio & Gus, Matthew Lipman, 1999, Liguori.
- Mark, Matthew Lipman, 2004,  Liguori.
- Pixie, Matthew Lipman, 1999, Liguori.
- Elfie, Matthew Lipman, 2013, Liguori.
- Lisa, Matthew Lipman, 2016, Liguori.